# P. Bjerre
Peder Jakobsen Kokholm Bjerre (født 6. december 1855 i Tørring Sogn, død 16. november 1941 i Randers) var en dansk proprietær og politiker. Han var medlem af Folketinget fra 1890 til 1892 og fra 1898 til 1913. Han repræsenterede Venstre og Venstrereformpartiet i det partis levetid, og blev løsgænger i 1912.

## Opvækst, uddannelse og erhverv
P. Bjerre blev født på gården Sønder Kokholm i Tørring Sogn ved Lemvig. Hans forældre var gårdejer Jakob Pedersen Bjerre (1812-1878) og hustru Ane Christensdatter (1820-1906). Efter endt skolegang var han elev på Staby Højskole og Galsters kursus og blev uddannet i landbrug. Han blev forvalter på Kalundborg Ladegård som 23 årig og senere på forskellige andre gårde bl.a. Bidstrup. P. Bjerre ejede gården Højstrup på 120 tønder land i Ødum Sogn øst for Hadsten fra 1886 til 1910.
Han var en aktiv foreningsmand, særlig i andelsbevægelsen, og var med til at oprette Randers Svineslagteri i 1889. Han var formand for De samvirkende danske Andelsslagterier 1897-1898 og var bestyrelsesmedlem i række andre landbrugsorganisationer, samt med til at oprette Randers Venstreblad.

## Politisk karriere
Bjerre stillede op til folketingsvalget 1890 i Hørningkredsen hvor han vandt over kredsens daværende folketingsmedlem, sognefoged Jens Kjeldsen, men ved næste valg i 1892 tabte han kredsen til Niels Neergaard fra Det forhandlende Venstre. Ved valget i 1895 stillede Bjerre op i Middelfartkredsen, men tabte valget til Kristian Lohmann. Bjerre opnåede igen valg til Folketinget ved valget i 1898 i Randers Landkreds hvor han sejrede over Peter Skaarup fra Det forhandlende Venstre. Bjerre blev genvalgt i Randers Landskreds frem til folketingsvalget 1913 hvor han tabte til Gerud M. Jensen. Han stillede op ved mange senere folketingsvalg, men blev ikke valgt igen.
Hans indflydelse i Folketinget var begrænset, men var dog med i flere vigtige udvalg. Han stemte imod forliget mellem Højre og Venstre i 1894, og tilsluttede sig Venstrereformpartiet som blev dannet som følge af splittelsen i Venstre. Han var i 1908 med til at gøre Niels Neergaard formand for toldlovudvalget, og ved regeringskrisen i 1909 støttede han Neergaard. Han meldte sig ud af Venstre i 1912 i protest over Regeringen Berntsens holdning til en valglovsreform.

## Familie
Bjerre blev gift i 1891 med Christence Vinther (1862-1911). Han var bror til politikerne J.J. Bjerre (1847-1901) og K. Bjerre (Kristian, 1859-1937).

## Død
P. Bjerre døde på Randers Sygehus 16. november 1941. Han er begravet på Ødum Kirkegaard.